# Klädesvävarskråets föreståndare i Amsterdam
Klädesvävarskråets föreståndare i Amsterdam (holländska: De Staalmeesters) är en av Rembrandts mest kända målningar från hans senare år. Den målades för klädesvävarskrået och hängde i skråets byggnad Klädeshallen. Skråets föreståndare ansvarade för färg- och kvalitetskontrollen i den viktiga klädesindustrin.
Rembrandt har i målningen skapat kontrast mellan den livfullt röda bordsduken och föreståndarnas svarta klädsel. Samtidigt harmonierar den röda duken med den brunröda nyansen i väggpanelen och stolklädseln. Målningen är utförd i olja på duk, mäter 191 × 279 centimeter och finns på Rijksmuseum i Amsterdam.